# Кузьниця-Мисльневська
Кузьниця-Мисльневська (пол. Kuźnica Myślniewska) — село в Польщі, у гміні Кобиля Ґура Остшешовського повіту Великопольського воєводства.
Населення — 161 особа (2011).
У 1975-1998 роках село належало до Каліського воєводства.

## Демографія
Демографічна структура станом на 31 березня 2011 року:
|          | Загалом | Допрацездатний вік | Працездатний вік | Постпрацездатний вік |
| -------- | ------- | ------------------ | ---------------- | -------------------- |
| Чоловіки | 74      | 14                 | 52               | 8                    |
| Жінки    | 87      | 19                 | 54               | 14                   |
| Разом    | 161     | 33                 | 106              | 22                   |